# Adam Fierro
Adam Fierro é um produtor e roteirista estadunidense.

## Biografia
Fierro começou sua carreira de televisão como um escritor freelance. Ele escreveu dois scripts para a primeira temporada de Resurrection Blvd., em 2000. Em 2002 retornou como co-produtor e roteirista da terceira temporada e contribuiu com mais três episódios.
Em 2004 Fierro se juntou a tripulação do The Shield como escritor e co-produtor. Ele escreveu três episódios da terceira temporada. Ele foi promovido a produtor em 2005 e contribuiu com mais dois episódios para a quarta temporada. Ele continuou a receber mais responsabilidade e se tornou um produtor para a quinta temporada, escrevendo mais dois episódios. Ele foi co-produtor executivo para a sexta temporada e escreveu dois episódios a mais. Após as filmagens concluídas na sexta temporada de The Shield Fierro tornou-se um produtor executivo para a sexta temporada de 24 e escreveu um episódio.. Fierro voltou ao The Shield para a sétima e última temporada e atuou como produtor executivo e escreveu três episódios.
Depois de concluir o trabalho em The Shield, Fierro se tornou um produtor e escritor de consultoria para a terceira temporada de Dexter. Ele foi nomeado para um Writers Guild of America Award na cerimônia de fevereiro de 2009 para melhor série dramática, por seu trabalho na terceira temporada de Dexter.. Fierro se reuniu com o produtor de The Shield Charles H. Eglee em Dexter.
Fierro serviu como um produtor e escritor de consultoria para a segunda temporada da série de drama médico Hawthorne em 2010. A série mostra runner foi colega de The Shield na Fierro Glen Mazzara.
Fierro trabalhou novamente com Eglee na primeira temporada da série de drama da AMC The Walking Dead. Fierro escreveu o final da temporada "TS-19". Eglee foi produtor executivo de The Walking Dead. O episódio também reuniu Fierro com diretor de The Shield freqüente Guy Ferland; Ferland dirigido "TS-19".
Fierro casou-se com a escritora Elizabeth Craft em 2007. Os dois se conheceram enquanto trabalhava em "The Shield". Irmã do Fierro, Olivia Fierro é uma apresentadora de televisão.

## Filmografia

### Produtor
| Ano  | Trabalho           | Papel                  | Notas        |
| ---- | ------------------ | ---------------------- | ------------ |
| 2010 | The Walking Dead   | Consultor de produção  | 1ª temporada |
| 2010 | Hawthorne          | Consultor de produção  | 2ª temporada |
| 2008 | Dexter             | Consultor de produção  | 3ª temporada |
| 2008 | The Shield         | Produtor executivo     | 7ª temporada |
| 2007 | The Shield         | Co-produtor executivo  | 6ª temporada |
| 2007 | 24                 | Co-produtor executivo  | 6ª temporada |
| 2006 | The Shield         | Supervisor de produção | 5ª temporada |
| 2005 | The Shield         | Produtor               | 4ª temporada |
| 2004 | The Shield         | Co-produtor            | 3ª temporada |
| 2002 | Resurrection Blvd. | Co-produtor            | 3ª temporada |

### Escritor
| Ano  | Trabalho           | Episódio                               | Notas                     |
| ---- | ------------------ | -------------------------------------- | ------------------------- |
| 2010 | The Walking Dead   | "TS-19"                                | 1ª temporada, episódio 6  |
| 2008 | Dexter             | "All in the Family"                    | 3ª temporada, episódio 4  |
| 2008 | The Shield         | "Possible Kill Screen"                 | 7ª temporada, episódio 12 |
| 2008 | The Shield         | "Moving Day"                           | 7ª temporada, episódio 9  |
| 2008 | The Shield         | "Moneyshot"                            | 7ª temporada, episódio    |
| 2007 | 24                 | "Dia 6: 14:00-15:00"                   | 6ª temporada, episódio 9  |
| 2007 | The Shield         | "Chasing Ghosts"                       | 6ª temporada, episódio 6  |
| 2007 | The Shield         | "Back to One"                          | 6ª temporada, episódio 13 |
| 2006 | The Shield         | "Postpartum"                           | 5ª temporada, episódio 11 |
| 2006 | The Shield         | "Man Inside"                           | 5ª temporada, episódio 7  |
| 2006 | The Shield         | "Enemy of Good"                        | 5ª temporada, episódio 2  |
| 2005 | The Shield         | "A Thousand Deaths"                    | 4ª temporada, episódio 11 |
| 2005 | The Shield         | "Doghouse"                             | 4ª temporada, episódio 2  |
| 2004 | The Shield         | "Riceburner"                           | 3ª temporada, episódio 12 |
| 2004 | The Shield         | "Safe"                                 | 3ª temporada, episódio 7  |
| 2004 | The Shield         | "Bottom Bitch"                         | 3ª temporada, episódio 3  |
| 2002 | Resurrection Blvd. | "El Gato, El Vato, La Cena Y El Padre" | 3ª temporada, episódio 9  |
| 2002 | Resurrection Blvd. | "Las Tristesas de Zake"                | 3ª temporada, episódio 6  |
| 2002 | Resurrection Blvd. | "La Guera de Bibi"                     | 3ª temporada, episódio 3  |
| 2000 | Resurrection Blvd. | "Revelaciones"                         | 1ª temporada, episódio 14 |
| 2000 | Resurrection Blvd. | "Luchando"                             | 1ª temporada, episódio 8  |

## Prêmios e nomeações
- Nomeado para um prêmio de ALMA para melhor roteiro - série, minissérie ou filme para televisão por seu trabalho em "Inimigo do bom" episódio de The Shield junto com seu co-roteirista Eglee.
- Nomeado para um Writers Guild of America Award na cerimônia de fevereiro de 2009, para melhor série dramática, por seu trabalho na terceira temporada de Dexter.[1]

## Ligações Externas
Adam Fierro. no IMDb.